# Буньямін Шабані
Буньямін Шабані (мак. Буњамин Шабани, нар. 30 січня 1991, Куманово) — македонський футболіст, півзахисник клубу «Струга». Виступав також за низку македонських і закордонних клубів, а також національну збірну Північної Македонії. Чемпіон Косова. Дворазовий чемпіон Македонії.

## Клубна кар'єра
У 2006 році Буньямін Шабані розпочав виступи на футбольних полях у складі команди «Башкімі», в якій грав до 2007 року. З 2007 до 2009 році Шабані грав у складі клубу «Мілано». Протягом 2009—2010 років македонський півзахисник грав у складі фінського клубу «Оулун Паллосеура».
У 2010 році футболіст повернувся на батьківщину до клубу «Скоп'є», у складі якого грав до 2012 року. У 2012 році Шабані спочатку перейшов до клубу «Охрид», утім вже в цьому році перейшов до клубу «Шкендія», в якому виступав до 2014 року.
Протягом 2014—2015 років Буньямін Шабані грав у складі албанськогоклубу «Партизані». З 2015 до 2017 року півзахисник виступав у складі македонського клубу «Ренова».
У 2017 році футболіст став гравцем клубу «Шкупі», а в 2018 році став гравцем вірменської команди «Ширак». У 2019 році Шабані перейшов до складу косовської команди «Дріта» (Г'їлані), у складі якої в сезоні 2019—2020 років став чемпіоном Косова.
З 2020 року Буньямін Шабані грає у складі македонського клубу «Струга». У складі команди футболіст у сезонах 2022—2023 і 2023—2024 років став дворазовим чемпіоном Македонії.

## Виступи за збірні
У 2007 році Буньямін Шабані дебютував у складі юнацької збірної Македонії, загалом на юнацькому рівні взяв участь у 7 іграх, відзначившись 4 забитими голами.
У 2022 році Шабані зіграв свій єдиний матч у складі національної збірної Північної Македонії.

## Титули і досягнення
- Чемпіон Косова (1):

«Дріта» (Г'їлані): 2019–2020
- Чемпіон Македонії (2):

«Струга»: 2022–2023, 2023–2024